# Дембница-Кашубская
Дембница-Кашубская (пол. Dębnica Kaszubska) — сельская гмина (волость) в Польше, входит как административная единица в Слупский повет, Поморское воеводство. Население — 9611 человек (на 2005 год).

## Демография
| Перепись                       | Всего   | Всего | Женщины | Женщины | Мужчины | Мужчины |
| ------------------------------ | ------- | ----- | ------- | ------- | ------- | ------- |
| Единицы                        | человек | %     | человек | %       | человек | %       |
| Население                      | 9611    | 100   | 4690    | 49,8    | 4721    | 50,2    |
| Плотность населения (чел./км²) | 32,0    | 32,0  | 15,9    | 15,9    | 16,0    | 16,0    |

## Соседние гмины
1. Гмина Божитухом
2. Гмина Чарна-Домбрувка
3. Гмина Дамница
4. Гмина Кобыльница
5. Гмина Колчигловы
6. Гмина Потенгово
7. Гмина Слупск
8. Гмина Тшебелино